# Mohammad-Ali Ramin

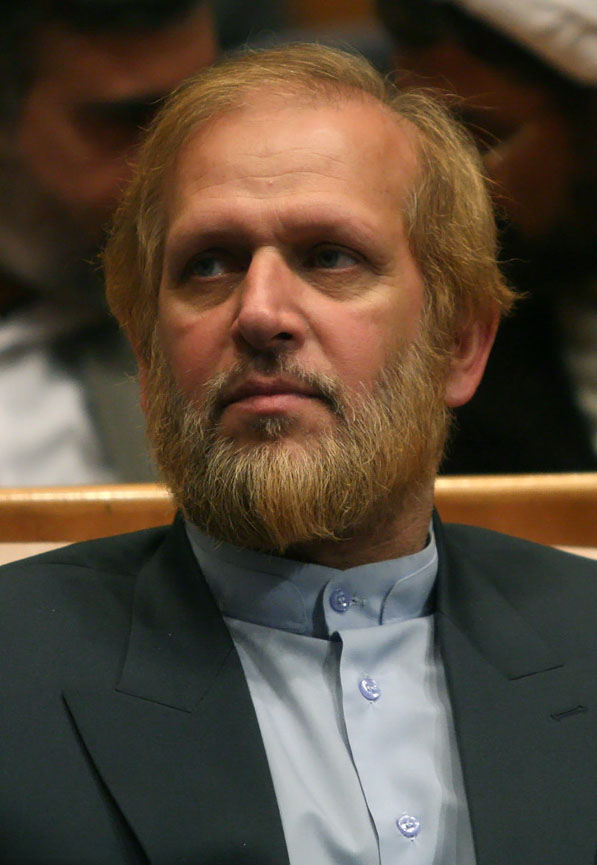
Mohammad-Ali Ramin

Mohammad-Ali Ramin (* 1954 in Dezful) ist ein iranischer Politiker und Holocaustleugner. Von November 2009 bis Dezember 2010 war er stellvertretender Minister für Kultur und Presseangelegenheiten.

## Deutschland
Ramin lebte von 1977 bis 1994 in Deutschland. Er studierte an der TU Clausthal. 1982 verbrachte er ein Jahr im Gefängnis, aus dem er nach eigenen Angaben mit Hilfe der Regierung Irans wieder entlassen wurde. Für den Iranisten Walter Posch kann dieser Vorgang auf einen nachrichtendienstlichen Hintergrund verweisen.
Bis 1994 studierte Ramin in Karlsruhe und Düsseldorf Maschinenbau. In dieser Zeit gründete er unter anderem den Verein „Islamische Gemeinschaft in Clausthal e. V.“ (heute: „Islamischer Weg e. V.“), der alle Menschen zur Auflehnung gegen „die Unterdrückungsmaschinerie dieser Erde, angeführt von den Zionisten und der USA“ aufrief. Er war auch Vorsitzender einer „Gesellschaft für die Vertretung der Rechte muslimischer Minderheiten im Westen“. Seit 2003 hat er Einreiseverbot in Deutschland.

## Iran

### Tätigkeiten für die iranische Regierung
Nach seiner Rückkehr nach Iran schloss sich Ramin den Kadern der Hezbollahis an. Später  wurde er auch in der Öffentlichkeit politisch aktiv. 2004 kandidierte er für die Parlamentswahlen, wo er einen Achtungserfolg erzielte. 2006 wurde er von Staatspräsident Mahmud Ahmadineschad beauftragt, den Wahlkampf seiner Anhänger für die Gemeinderatswahlen zu koordinieren.
Ramin trat zudem als Journalist an staatlichen Medien, darunter der Tageszeitung Keyhan, und als Dozent an staatlichen Hochschulen auf. Seit seiner Ernennung zum Vizeminister für Kultur und Medien im November 2009 gab er Verbote mehrerer regimekritischer Zeitungen im Iran bekannt. Sein Ministerium (Ershad) untersucht Zeitungen, Büchermanuskripte und Filmmaterial auf „sittenwidrige“ Inhalte, die der Staatsidee der islamischen Republik Iran widersprechen, und übt Pressezensur. Ramins Beteiligung daran hatten Exiliraner schon nach seiner Ernennung befürchtet.

### Antisemitismus
Ramin gilt im Westen als Ideologe und mutmaßlicher Schreiber von Reden des Präsidenten, in denen dieser den Holocaust als „Mythos“ bezeichnete.
Er sieht die „Holocaust-Story“ als „Vorwand für die Entstehung des verbrecherischen israelischen Regimes“.
Am 9. Juni 2006 erklärte Ramin nach einem iranischen Zeitungsbericht vor Studenten der Universität für medizinische Wissenschaften in Rascht (Provinz Gilan): Antisemitismus habe keinen Platz in der iranischen Kultur. Unter den Juden habe es jedoch immer Prophetenmörder und Gegner der Gerechtigkeit gegeben. Diese religiöse Gruppe habe durch Pläne gegen andere Völker und ethnische Gruppen Grausamkeit, Bosheit und Verschlagenheit, somit „den größten Schaden an der menschlichen Rasse“ verursacht. 
Als Beispiele nannte er historische Anklagen gegen Juden: Man habe sie für Pestpandemien und Typhus verantwortlich gemacht, da sie „sehr dreckige Leute“ seien, und der Ermordung von Christen durch Brunnenvergiftung bezichtigt. Analoge Verschwörungstheorien äußerte er zu jüngeren Ereignissen: AIDS sei zu der Zeit entstanden, als die Islamische Revolution im Iran auch im Westen viele Menschen angezogen habe, um ihnen davor Angst zu machen. Nach den Anschlägen des 11. September 2001 sei diese Seuche ausgebrochen und durch die US-Invasion in Afghanistan zerstört worden. Die SARS-Krankheit sei vor Beginn der Invasion Irans durch den Irak ausgebrochen und danach wieder verschwunden. Die Vogelgrippe H5N1 sei zur Vertuschung des Versagens der USA, Israels und Großbritanniens im Nahen Osten von diesen Staaten real und medial verbreitet worden. Da der iranische Gesundheitsminister diese Krankheit an der iranischen Grenze habe aufhalten können, müsse ihre Übertragung durch Vögel erfunden sein. Er wisse die Ursache all dieser Gerüchte nicht, aber er wisse, dass Juden für solche Pläne immer wieder angeklagt worden seien und dabei nicht gut ausgesehen hätten. 
Ähnlich hätten Briten, Amerikaner und Zionisten eventuell auch den Holocaust aus vier Motiven erfunden: Man stelle die Deutschen als menschenverbrennende Nation dar, um ihr Machtstreben zu kontrollieren; man biete einen Grund für Israels Staatsgründung, um so die islamische Region zu kontrollieren und zugleich die Juden aus Europa loszuwerden; man verdecke eigene, tatsächliche und weit schlimmere Völkermorde, etwa an den Indianern oder Bewohnern von Hiroshima. So habe der christliche Westen mit Israels Staatsgründung insgeheim einen islamischen Aufstand provozieren wollen, der zur totalen Vernichtung der Juden weltweit führen könne. Der Staat Israel müsse also zerstört werden, um dem Nahen Osten Frieden zu bringen und so auch das jüdische Volk vor Vernichtung zu bewahren. Da man aber noch nicht genau wisse, ob der Holocaust stattgefunden habe, habe er dem Präsidenten eine organisierte Klärung dieser Frage vorgeschlagen. Dessen Anweisung dazu versetze den Iran aus der bisherigen Rolle des Angeklagten in die des Anklägers gegenüber dem Westen, der entweder Deutsche oder Juden aus ihrer Unterdrückung befreie.

### Holocaustleugnung
Als Leiter des „Instituts für Politische und Internationale Studien“, das dem iranischen Außenministerium unterstellt ist, organisierte Ramin eine Holocaustleugnungskonferenz im Iran im Dezember 2006 in Teheran, an der 67 Holocaustleugner, Rechtsextremisten und Antizionisten aus 30 Ländern teilnahmen. Dieses Treffen diente dem islamistischen Regime des Iran dazu, den Westen zu provozieren und das Existenzrecht Israels zu bestreiten. Dort wurde Ramin zum „Generalsekretär“ einer 2006 gegründeten „Weltstiftung für Holocauststudien“ ernannt, die ihre Zentrale nach Berlin verlegen will, sobald das in einigen Staaten Europas bestehende Verbot von Holocaustleugnung beseitigt worden sei.
Am 28. Dezember 2006 gab Ramin im Iran ein Interview, in dem er zunächst erklärte, die Teheraner Konferenz sei der Auftakt zur Befreiung der Welt vom Zionismus gewesen, der die Infragestellung des Holocaust überall tabuisiert habe. Dies erläuterte er dann, indem er die antisemitische Verschwörungstheorie eines angeblichen „Weltjudentums“ und weitere davon abgeleitete Verschwörungsthesen vertrat. Er behauptete unter anderem, Adolf Hitlers Mutter sei „eine jüdische Hure“ gewesen, und deswegen habe Hitler einen Judenhass entwickelt. Zugleich seien seine Freunde, Verwandte und wichtigsten Anhänger Juden gewesen. Sie hätten von ihm zusammen mit dem ebenfalls von Juden beherrschten Großbritannien die Vertreibung der Juden aus Europa verlangt, um so die Gründung des Staates Israel herbeizuführen. Juden hätten auch die USA gegründet, beide Weltkriege verursacht und am 10. Februar 2006 das Archiv der russischen Zeitung Prawda zerstört, um Belege ihrer Verbrechen zu vernichten. Auf die Frage, ob er dem französischen Holocaustleugner Robert Faurisson zustimme, der drei Millionen jüdische Todesopfer in der NS-Zeit „akzeptiert“ habe, antwortete Ramin, unabhängige Forschung habe ergeben, es hätten damals gar nicht so viele Juden in Europa gelebt.